# Цыбакин, Юрий Владимирович
Юрий Владимирович Цыбакин (род. 12 марта 1963, Острог, Ровненская область) — российский политический деятель, депутат Государственной Думы ФС РФ третьего созыва (1999—2003).

## Биография
В 1985 закончил Ленинградское высшее военное инженерно-строительное училище им. генерала армии А. Н. Комаровского.
С 1985 по 1988 служил инженером отделения в/ч 54377 в Группе советских войск в Германии.
С 1988 по 1997 проходил службу на должностях начальника лаборатории, адъюнкта и преподавателя Пушкинского высшего военного инженерно-строительного училища в г. Пушкине Ленинградской области.

### Депутат государственной думы
17 декабря 1995 неудачно баллотировался в Государственную Думу РФ второго созыва.
В 1997-99 работал преподавателем Военного инженерного технического университета.
19 декабря 1999 был избран депутатом Государственной Думы РФ третьего созыва. В Государственной Думе в январе 2000 зарегистрировался в депутатской фракции «Единство».
С 26 января 2000 — член комитета Государственной Думы по безопасности.
27 мая 2000 на учредительном съезде партии «Единство» был избран членом Центральной контрольно-ревизионной комиссии партии. Член фракции «Единство».
Заместитель председателя комитета ГД по безопасности, член комиссии ГД по рассмотрению расходов федерального бюджета на 2002 год, направленных на обеспечение обороны и государственной безопасности РФ.